# Benjamin Elon

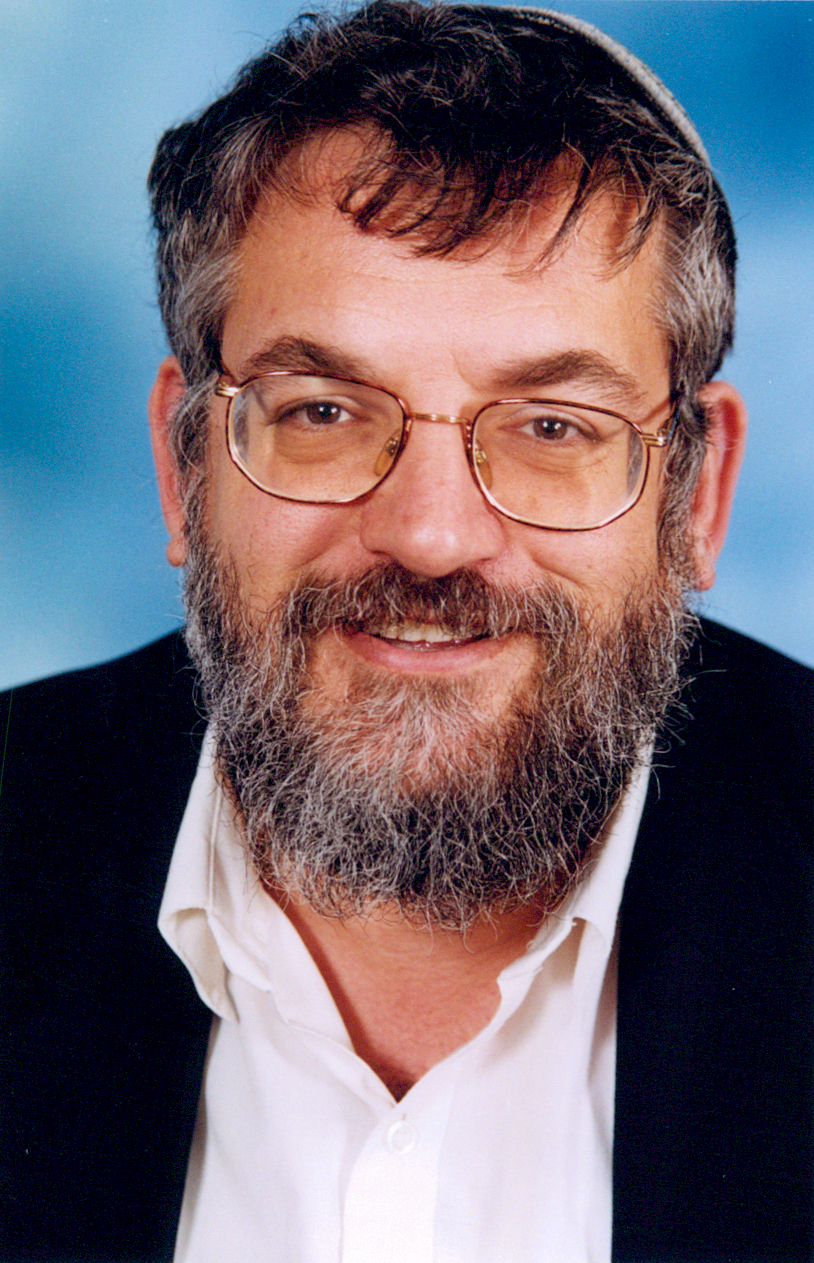
Benjamin Elon

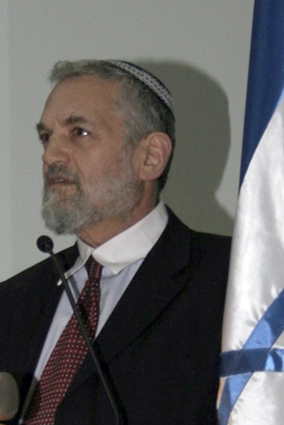
Benjamin Elon (2008)

Benjamin Elon (hebräisch בנימין אֵלון; * 10. November 1954 in Jerusalem; † 5. Mai 2017 ebenda) war ein israelischer Politiker und orthodoxer Rabbiner. Sein Vater war der Jurist und stellvertretende Justizminister Menachem Elon.

## Biografie

### Leben
Elon studierte am Merkas HaRaw Kook und an der Jeschiwat ha-Idra, wo er als Rabbiner im Jahre 1978 ordiniert wurde. Zusammen mit Chanan Porat gründete er das Beit Orot Talmudic College und wurde Dekan. Elon war verheiratet und Vater von sechs Kindern. Er war der Autor von God’s Covenant with Israel: Establishing Biblical Boundaries in Today’s World (2005).

### Politik
Als Abgeordneter der Nationalen Union war er vom 31. Oktober 2001 bis zum 14. März 2002 Tourismusminister. Zudem war er Knessetabgeordneter der Moledet und der Nationalen Union von 1996 und 2009.
Elon wünschte eine Fortsetzung der israelischen Siedlungspolitik im Westjordanland und eine Rückkehr zum Gusch Katif. Er lehnte die Road map for peace ab. Er vertrat einen selbst entworfenen Plan – haJosma israelit (hebräisch היוֹזְמָה יִשְׂרְאֵלִית; deutsch „die israelische Initiative“) oder haMitwä ha-Asori le-Schalom (hebräisch המִתְוֶה האֲזוֹרִי לשָׁלוֹם; deutsch „der richtige Weg zum Frieden“) –, der eine förmliche Annexion des Westjordanlands und des Gazastreifens durch Israel vorsah, im Gegenzug sollten die Palästinenser freiwillig nach Jordanien ziehen.